# غاريث بيرغ
غاريث بيرغ (18 يناير 1981 بكيب تاون في جنوب أفريقيا - ) (بالإنجليزية: Gareth Berg)‏ هو لاعب كريكت جنوب أفريقي. شارك مع منتخب إيطاليا الوطني للكريكت. أما مع النوادي، فقد لعب مع نادي مقاطعة ميدلسكس للكريكت ‏ ونادي مقاطعة هامبشاير للكريكت ‏ ونادي مقاطعة نورثامبتونشير للكريكت ‏ وفريق المحافظة الغربية للكريكت ‏.

## وصلات خارجية
- غاريث بيرغ على موقع إي آس بي آن كريك إنفو (الإنجليزية)